# Фумбан (зона зрушення)
6°37′0″ пн. ш. 12°52′0″ сх. д. / 6.61667° пн. ш. 12.86667° сх. д.
Зона зрушення Фумбан (або Центрально-Камерунська зона зрушення) — зона розломів в Камеруні, яку ототожнюють з розломом Пернамбуку на північному сході Бразилії, яка є частиною Транс-Бразильського лінеаменту. Бувши частиною Центрально-Африканської зони зрушення (ЦАЗЗ), вона датується, принаймні, 640 млн років. Зона була оновлена кілька разів, зазвичай правобічним рухом, до і під час відкриття Південної Атлантики в крейдовий період.
Зона зрушення Фумбан є низкою розломів, пов'язаних головним чином з мілонітими зонами ЦАЗЗ. 